# Años 470
Los años 470 o década del 470 empezó el 1 de enero del 470 y terminó el 31 de diciembre del 479.

## Acontecimientos
- Teodorico el Grande sucede a su padre en el año 474 como líder de los ostrogodos; reinará hasta 526.
- Fin del Imperio Romano de Occidente en 476.